# Escut de Viladasens
L'escut oficial de Viladasens té el següent blasonament:
Escut caironat: de sinople, un sautor ple d'or carregat de 4 pals de gules. Per timbre, una corona mural de poble.

## Història
Va ser aprovat el 22 d'abril de 1993 i publicat al DOGC el 5 de maig del mateix any amb el número 1741.
El sautor és la creu de sant Vicenç, patró del poble. Viladasens va pertànyer al monestir de Sant Pere de Rodes i, al segle xvii, va formar (juntament amb Fellines) una batllia reial, d'aquí els quatre pals de Catalunya amb què està carregat el sautor.